# كارتر جنكينز
كارتر جنكينز (بالإنجليزية: Carter Jenkins)‏ (و. 1991 – م) هو ممثل، وممثل أفلام، وممثل تلفزيوني، من الولايات المتحدة الأمريكية، ولد في تامبا، فلوريدا.

## وصلات خارجية
- كارتر جنكينز على موقع IMDb (الإنجليزية)
- كارتر جنكينز على موقع ألو سيني (الفرنسية)
- كارتر جنكينز على موقع أول موفي (الإنجليزية)
- كارتر جنكينز على موقع قاعدة بيانات الأفلام السويدية (السويدية)
- كارتر جنكينز على موقع قاعدة بيانات الفيلم (الإنجليزية)
- كارتر جنكينز على موقع كينوبويسك (الروسية)